# Àcid glucònic

Estructura

L'àcid glucònic és un compost orgànic amb la fórmula molecular C₆H₁₂O₇ i fórmula estructural condensada HOCH₂(CHOH)₄COOH. És un dels 16 estereoisòmers de l’àcid 2,3,4,5,6-pentahidroxihexanoic.
En solució aquosa és lleugerament àcid i forma l’ió gluconat. Les sals químiques de l’àcid glucònic reben el nom de "gluconats". A la natura es troba sovint àcid glucònic, les seves sals i els seus èsters. S’origina per l’oxidació de la glucosa. Alguns medicaments s’injecten en forma de gluconats.

## Usos
L'àcid glucònic es troba de manera natural en fruits, mel, kombutxa, te i vi. Com a additiu alimentari (rep el Codi E E574), i és un regulador de l'acidesa. També es fa servir per netejar productes, ja que dissol dipòsits minerals especialment en solució alcalina. L'anió gluconat quelata Ca2+, Fe2+, Al3+, i altres metalls.
El gluconat de calci, en la forma d'un gel, es fa servir per tractar les cremades produïdes per l'àcid hidrofluòric; també es fa servir contra la necrosi de teixits. i afegit a la quinina, contra la malària.